# Daniela Trochowski

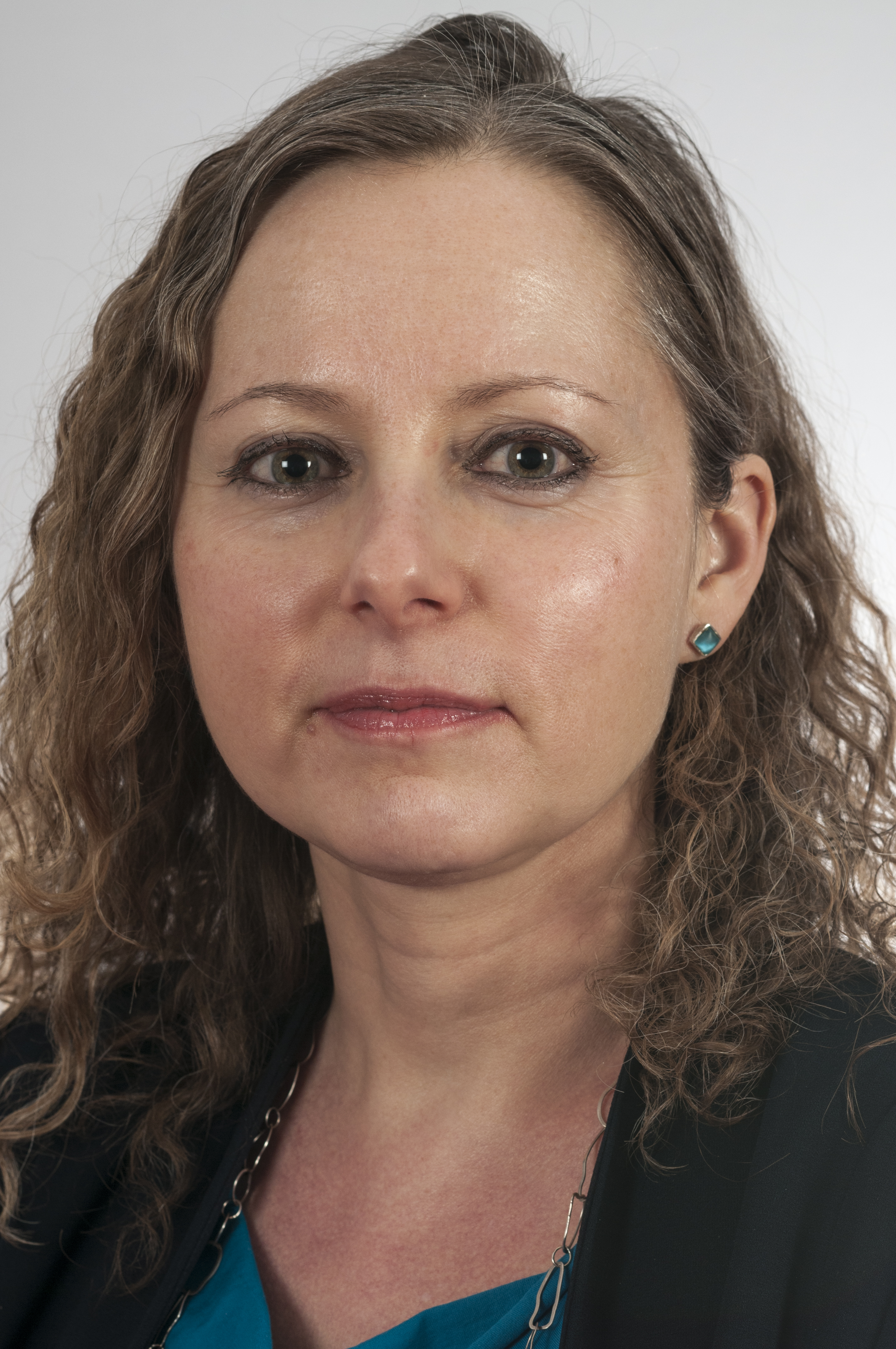
Daniela Trochowski 2016

Daniela Trochowski (* 12. März 1969 in Roßlau) ist ehemalige beamtete Staatssekretärin (PDS, später Die Linke) des Ministeriums der Finanzen des Landes Brandenburg. Sie ist seit 2020 Geschäftsführendes Vorstandsmitglied der Rosa-Luxemburg-Stiftung.

## Leben und Beruf
Nach dem Abitur in Karl-Marx-Stadt 1987 absolvierte Trochowski bis 1988 ein Volontariat bei der Freien Presse, dem Organ der Bezirksleitung Karl-Marx-Stadt der SED. Anschließend studierte sie bis 1994 Wirtschaftswissenschaften an der Universität Leipzig und schloss dort als Diplom-Volkswirtin ab. Danach war sie bis 1996 als Gruppenleiterin im Rechnungswesen der Firma Schels und Sohn GmbH & Co KG in Maxhütte-Haidhof tätig.
Von 1996 bis 2002 war sie wissenschaftliche Mitarbeiterin der PDS-Gruppe bzw. Bundestagsfraktion. Von 2002 bis 2005 wechselte sie in die Berliner Senatsverwaltung für Wirtschaft, Arbeit und Frauen und war dort Referentin der Staatssekretäre, danach kehrte sie zurück zur Linksfraktion im Deutschen Bundestag und war dort bis zu ihrer Ernennung zur Staatssekretärin 2009 als Referentin zuständig für Steuern und Finanzen. Im November 2019 wurde sie zum Geschäftsführenden Vorstandsmitglied der Rosa-Luxemburg-Stiftung gewählt und trat diese Funktion am 1. Februar 2020 an.
Daniela Trochowski ist Mitglied bei ver.di, war von 2012 bis 2021 Vizepräsidentin und ist ab 2021 Präsidiumsmitglied des Humanistischen Verbandes Berlin/Brandenburg. Seit 2022 ist sie Aufsichtsratsmitglied der Gesobau AG, einem der kommunalen Wohnungsunternehmen in Berlin.

## Partei
Sie ist seit 1990 Mitglied der PDS bzw. der Linken. Von 2012 bis 2016 war sie Mitglied des Landesvorstandes der Linken in Brandenburg und von 2016 bis 2020 Mitglied des Bundesvorstandes der Partei Die Linke.

## Staatssekretärin
Trochowski war vom November 2009 bis Oktober 2019 Staatssekretärin im Finanzministerium des Landes Brandenburg. Obwohl sie sich für die Abschaffung des Beamtenwesens aussprach, wurde sie im Juli 2012 politische Beamtin.
In dieser Funktion war sie von 2011 bis 2014 Trochowski Vertreterin des Landes Brandenburg in der Gesellschafter-Versammlung der Flughafen GmbH. Nach einem Bericht der Bild-Zeitung nahm Trochowski „erst gar nicht an den zehn Gesellschafter-Versammlungen“ der Flughafen GmbH teil. Dagegen berichtete die Berliner Morgenpost, dass die Länder Berlin und Brandenburg vor der Berufung von Trochowski festgelegt hatten, dass die Vertretung in der Gesellschafterversammlung durch die Arbeitsebene erfolgt. Nach Informationen der Zeitung verfahren das Land Berlin und der Bund bis heute nicht anders. Der Zeitung gegenüber bestätigte die Finanzbehörde Berlin, dass der Gesellschafter Berlin von einem Mitarbeiter der Finanzverwaltung vertreten werde. Dem Aufsichtsrat der Flughafengesellschaft gehörte sie von 2014 bis 2020 an. Sie war von 2010 bis 2019 Aufsichtsratsvorsitzende der Lotto Brandenburg GmbH.
Nach der Bildung der Brandenburgischen Landesregierung aus SPD, CDU und Grünen (Kabinett Woidke III) in der 7. Wahlperiode in Brandenburg wurde Trochowski zum 20. November 2019 in den einstweiligen Ruhestand versetzt. Abgelöst wurde Trochoswki seit dem 21. November 2019 vom Staatssekretär Frank Stolper.